# فتح بغداد (۱۵۳۴)
فتح بغداد در سال ۱۵۳۴ توسط سلیمان یکم از امپراتوری عثمانی علیه شاه تهماسب یکم از دودمان صفویان به عنوان بخشی از جنگ ایران و عثمانی (۱۵۵۵–۱۵۳۲) که خود از سری جنگ‌های ایران و عثمانی بود انجام گرفت. شهر پس از تسخیر خالی از سکنه بود زیرا دولت صفوی پیش از حمله عثمانی آن شهر را ترک کرده بودند. تصرف بغداد با توجه به تسلط بر رودخانه‌های دجله و فرات و تجارت بین‌المللی و منطقه‌ای آن‌ها دستاورد قابل توجهی بود. این فتح همراه با سقوط بصره در سال ۱۵۴۶ گام مهمی به سوی پیروزی نهایی عثمانی و تصاحب بین النهرین جنوبی، دهانه رودخانه‌های فرات و دجله و بازکردن یک خروجی تجارت به خلیج فارس بود. نیروهای عثمانی تا سال ۱۵۳۵ در آنجا زمستان گذراندند و بر بازسازی عبادتگاه‌های مذهبی سنی و شیعه و پروژه‌های آبیاری و کشاورزی نظارت داشتند. سلیمان یکم به قسطنطنیه بازگشت. تا چند دهه امپراتوری عثمانی بر روی این نواحی تسلط داشت تا در سال ۱۶۲۳ توسط صفویان باز پس گرفته شد.